# 7276 Maymie
7276 Maymie è un asteroide della fascia principale. Scoperto nel 1983, presenta un'orbita caratterizzata da un semiasse maggiore pari a 2,1940847 UA e da un'eccentricità di 0,1545648, inclinata di 5,52906° rispetto all'eclittica.